# 16058 Doshi
16058 Doshi este o planetă minoră (asteroid), cu un diametru de 5,424 km, din centura de asteroizi. A fost descoperită pe 6 mai 1999 la Experimental Test Site⁠(d) de Lincoln Near-Earth Asteroid Research. 
Obiectul prezintă o orbită caracterizată de o semiaxă mare de 2,2570256 UAi, o excentricitate de 0,15, o înclinație de 7,07191 ° în raport cu ecliptica.